# Scymnus nemorivagus
Scymnus nemorivagus är en skalbaggsart som beskrevs av Wingo 1952. Scymnus nemorivagus ingår i släktet Scymnus och familjen nyckelpigor. Inga underarter finns listade i Catalogue of Life.